# Cinzento e Negro
Cinzento e Negro é um filme luso-brasileiro do género drama, realizado e escrito por Luís Filipe Rocha e protagonizado por Joana Bárcia, Filipe Duarte, Miguel Borges, Mónica Calle, Manuel de Blas e Camila Amado. Teve sua estreia mundial no Festival Internacional de Cinema de Montreal a 5 de setembro de 2015, sendo exibido também na Mostra Internacional de Cinema de São Paulo a 27 de outubro do mesmo ano. Estreou-se em Portugal a 19 de maio de 2016. O filme foi exibido no Canal Brasil a 1 de novembro de 2016.

## Elenco
- Joana Bárcia como Maria
- Filipe Duarte como Lucas
- Miguel Borges como David
- Mónica Calle como Marina
- Manuel de Blas como Jos
- Ana Risueño como Raquel
- Beatriz Batarda como Raquel (voz)
- Camila Amado como Armanda
- Adriano Carvalho
- Alex Miranda
- David Pereira Bastos

## Reconhecimentos
| Ano  | Prémios                                             | Categorias                      | Destinatários e nomeados | Resultado | Referências        |
| ---- | --------------------------------------------------- | ------------------------------- | ------------------------ | --------- | ------------------ |
| 2015 | Festival Internacional de Cinema de Montreal        | Grande Prémio das Américas      | Luís Filipe Rocha        | Nomeado   | [ 6 ]              |
| 2015 | Festival Internacional de Cinema da Figueira da Foz | Melhor longa-metragem           | Cinzento e Negro         | Venceu    | [ 7 ]              |
| 2015 | Festival Internacional de Cinema da Figueira da Foz | Melhor realizador               | Luís Filipe Rocha        | Venceu    | [ 7 ]              |
| 2015 | Festival Internacional de Cinema da Figueira da Foz | Melhor argumento                | Luís Filipe Rocha        | Venceu    | [ 7 ]              |
| 2015 | Festival Internacional de Cinema da Figueira da Foz | Melhor atriz principal          | Joana Bárcia             | Venceu    | [ 7 ]              |
| 2015 | Festival Internacional de Cinema da Figueira da Foz | Melhor fotografia               | André Szankoski          | Venceu    | [ 7 ]              |
| 2015 | Caminhos do Cinema Português                        | Melhor ator                     | Filipe Duarte            | Venceu    | [ 8 ] [ 9 ] [ 10 ] |
| 2015 | Caminhos do Cinema Português                        | Melhor banda sonora original    | Mário Laginha            | Venceu    | [ 8 ] [ 9 ] [ 10 ] |
| 2015 | Caminhos do Cinema Português                        | Prémio do Público Chama Amarela | Cinzento e Negro         | Venceu    | [ 8 ] [ 9 ] [ 10 ] |
| 2016 | 3.º Prémios Áquila                                  | Melhor filme                    | Cinzento e Negro         | Indicado  | [ 11 ] [ 12 ]      |
| 2016 | 3.º Prémios Áquila                                  | Melhor realizador               | Luís Filipe Rocha        | Venceu    | [ 11 ] [ 12 ]      |
| 2016 | 3.º Prémios Áquila                                  | Melhor ator principal           | Filipe Duarte            | Venceu    | [ 11 ] [ 12 ]      |
| 2016 | 3.º Prémios Áquila                                  | Melhor atriz principal          | Joana Bárcia             | Indicado  | [ 11 ] [ 12 ]      |
| 2016 | 3.º Prémios Áquila                                  | Melhor ator secundário          | Miguel Borges            | Indicado  | [ 11 ] [ 12 ]      |
| 2016 | 3.º Prémios Áquila                                  | Melhor atriz secundária         | Mónica Calle             | Indicado  | [ 11 ] [ 12 ]      |
| 2016 | 3.º Prémios Áquila                                  | Melhor argumento                | Luís Filipe Rocha        | Indicado  | [ 11 ] [ 12 ]      |